# Basista
Basista là một đô thị hạng 5 ở tỉnh Pangasinan, Philippines. Theo điều tra dân số năm 2007, đô thị này có dân số 28.104 người trong 4.871 hộ. 

## Barangay
Basista được chia thành 13 barangay.
- Anambongan
- Bayoyong
- Cabeldatan
- Dumpay
- Malimpec East
- Mapolopolo
- Nalneran
- Navatat
- Obong
- Osmena Sr.
- Palma
- Patacbo
- Poblacion